# Пишчеви записи 1993—1999.
Пишчеви записи 1993—1999. су збирка одабраних дневничких записа Добрице Ћосића која се надовезује на Пишчеве записе 1992–1993. Ова књига временски обухвата период од Ћосићевог смењивања са места председника Савезне Републике Југославије до почетка НАТО бомбардовања 1999. године. Ова књига је објављена 2008. године. Наставак својих записа Ћосић је објавио у Пишчевим записима 1999–2000: Време змија.

## 1993.
У првом дневничком запису после смене са места председника Југославије Ћосић објашњава зашто је одбио наговарања опозиције да се против Милошевића кандидује на изборима за председника 1992. године: „Ја нисам пристао да будем председник Републике да бих се одрекао својих политичких уверења – републиканских и социјалдемократских; да бих се подредио прочетничким, монархистичким и конзервативним странкама. Ја сам се дистанцирао од Социјалистичке партије и Милошевића, генерално стао на страну опозиције и огласио подршку онима који прихватају мој државни програм изложен у говору научним радницима Института у Винчи. А да сам се кандидовао и победио на изборима, шта бих могао без своје странке у Скупштини? Догодио би се неминован сукоб са већином у парламенту која би ме свакако сменила.”
Начелник Генералштаба, генерал Живота Панић, шаље Ћосићу записник са састанка са командним кадром Војске Југославије, коме је Ћосић присуствовао, а касније оптужен да је на њему „припремао пуч“, због чега је, између осталог, смењен са дужности председника СРЈ. Иако тај записник доказује да Ћосић није спремао пуч, он није заинтересован да то доказује широј јавности обелодањујући га, јер саму оптужбу сматра бесмисленом. Председник Скупштине Србије Зоран Лилић оптужује Ћосића на конференцији за штампу за спремање пуча, на шта му Ћосић одговара јавним писмом.
Ћосића посећује франсуски генерал Пјер Мари Галоа, а Ћосић записује: „Нисам скоро разговарао са паметнијим Французом и већим пријатељем Србије.“
4. јула Ћосић у у затворској болници посећује Вука Драшковића, који штрајкује глађу, захтевајућио ослобођење из затвора. Ћосић затим, уз Драшковићево одобравање, шаље писмо Слободану Милошевићу, молећи га да аболира Даницу и Вука Драшковића.
Дана 2. октобра Ћосића посећује принцеза Катарина Карађорђевић. Ћосић записује: "Молила ме је да престолонаследнику Александру будем „главни саветник, отац, брат“, јер су чланови Крунског савета „више водили бригу о својим личним интересима него о интересима монархије и демократије у Србији.“ Захвалио сам јој на поверењу. Молила ме је да примим принца Александра на разговор. То сам обећао. Али само као писац."
Ћосић записује и оно што свакодневно гледа: „А беда је неподношљива. На Дедињу контејнере претражују гладни. По много чему живи се теже но под окупацијом. Хиперинфлација је незапамћена у историји. Пљачка општа, крађе свуда, и нерад, и неред. Нова класа пљачкаша живи како никад експлоататори у овој земљи нису живели. Невиђен луксуз и невиђена беда!“
Ћосић ради на новом роману „Време власти“, а Момо Капор је одушевљен и охрбарује га да га што пре то заврши, јер то може бити „наша копча са Европом“.
Као председник Државног одбора за обележавање стогодишњице рођења Милоша Црњанског, Ћосић држи говор о овом писцу.
Дана 4. децембра Српска академија наука и уметности одржала је неуспешне изборе за председника, а после избора Ћосић разговара са академицима Дејаном Медаковићем, Војиславом Ђурићем, Василијом Крестићем, Никшом Степчевићем и Драганом Недељковићем о стању у Србији и сутрашњици.
Радован Караџић и Гојко Ђого долазе код Ћосића 5. децембра и консултују се са њим у вези са разграничењем три народа у Босни и Херцеговини. Караџић и Ђого су оптимисти, а Ћосић је песимиста што се тиче будућности српског народа у БиХ и Хрватској.

## 1994.
У току јануара патријарх Павле организује два састанка српских интелектуалаца којима је присуствовао и Ћосић. Он је поново предложио територијалну поделу Косова.
15. јануара Ћосића посећују лорд Овен и Торнвалд Столтенберг, који му излажу нови план територијалног уређења БиХ. После ових разговора Добрица телефонира Радовану Караџићу и саветује га да обавезно прихвати нови пројекат мапа. 20. јануара око поноћи Караџић телефонира Ћосићу, који у позадини чује пуцњаву, па га пита да ли су нападнути, на шта му Караџић одговара да нису, већ да Срби пуцањем славе мир, односно да су прихваћене мапе које су предложили Лорд Овен и Торнвалд Столтенберг. Два дана касније Караџић телефонира Добрици и обавештава га да је Алија Изетбеговић, на захтев Американаца, порекао договор са Овеном и Столтенбергом. Рат се наставља.
5. фебруара десио се масакр на пијаци Маркале, а Ћосић у свој дневник записује: „Грозан догађај! На сарајевској пијаци Маркале минама из бацача убијено је шездесет осам људи и стотинак рањено. Наравно, оптужени су Срби. Ако би то била истина, Караџић, Младић, Кољевић, Крајишник треба одмах да поднесу оставке, Скупштина Републике Српске да осуди тај злочин и све политичке установе у СР Југославији морају најоштрије да осуде тај масакр цивила у Сарајеву на пијаци. Дошли гладни, устрашени мученици да купе кромпир, лук, неку главицу роткве и цвекле.“ Ћосић зове Гојка Ђога, Милорада Екмечића и Николу Кољевића да провери ову вест, а они га убеђују да иза овог злочина стоје босански муслимани. Два дана касније, Никола Кољевић долази код њега и њих двојица разговарају о будућности српског народа у БиХ. Њих двојица су и надаље остали у телефонском контакту.
Дана18. маја поново га посећују лорд Овен и Торнвалд Столтенберг. Разговору је присуствовао и Светозар Стојановић, који је за Ћосића сачинио белешке овог разговора. Тема је била окончање рата у БиХ. Ћосић позива Радована Караџића да дође у Београд како би разговарали о Овеновим и Столтенберговим предлозима
Данијел Боаје, председник америчке Демократске странке за Европу телефонира Ћосићу и обавештава га да се на западу очекује његово политичко ангажовање у босанској кризи и каже му: „Запад сада само вама верује. Једино ви имате овде некакав ауторитет“. Добрица му одговара: „Доцкан је, Данијел. Нису ме помогли када је требало и када сам могао нешто да учиним“. Следеће ноћи полиција је онемогућила Ћосићев телефонски разговор са Боајеом.
Дана 5. јуна Ћосића је напао председник Европске комисије Жак Делор као „идеолога етничког чишћења“. Ћосић му је одговорио писмом које су пренели медији.
11. јула лорд Овен и Торнвалд Столтенберг опет посећују Ћосића и моле га да изврши утицај на Републику Српску да прихвате њихов предлог територијалног разграничења са муслиманима. Ћосић сматра да се овај мировни предлог мора прихватити и шаље Караџићу скицу декларације којом Скупштина Републике Српске може да прихвати овај план.
5. августа Ћосић се састаје са патријархом Павлом и предлаже му да посети српско вођство у Босни, на Палама, да би тиме демонстрирало духовно јединство српског народа. Патријарх подржава Ћосићеву иницијативу.
Новембра месеца председник САД Бил Клинтон укинуо је ембарго на увоз оружја босанским муслиманима, а НАТО пакт је бомбардовао српске војне циљеве у Босни. Ћосић предлаже патријарху Павлу да црква поведе свесрпску акцију за помоћ Србима у Босни. Синод СПЦ усвојио је овај предлог; планира се прикупљање пара, хране и санитетског материјала.
Сукоб Слободана Милошевића и Радована Караџића се продубљује, Караџић моли Ћосића да пред лордом Овеном и Торнвалдом Столтенбергом подржи ставове Републике Српске.

## 1995.
Ћосић је посетио болесног Борислава Михајловића Михиза, који сматра да је Ћосићева највећа грешка што 1989. године није основао Социјалдемократску партију и стао на чело опозиције.
Ћосићу у САНУ долазе два рањеника из Босне и излажу му своје проблеме. Препричавају му шта им се тог дана десило: „Ушли су у радњу и купили по комад хлеба. Замолили су продавачицу да им да само по котурић саламе на хлеб. Она се издрала :“Не дам! Доста ми је вас избеглица!“ „Ми нисмо Срби, ми смо Муслимани из Сарајева“ казали су. „Е ако сте Муслимани, даћу вам саламу“. И одрезала им по комад саламе.“ Ћосић је овим рањеницима понудио нешто пара, што су они одлучно одбили.
21. фебруара Добрицу је посетио Душан Козић, председник Владе Републике Српске. Он му излаже стање Срба у Босни, које је више него критично.
Ћосић у Вишеграду присуствује обележавању педесетогодишњице изласка романа “На Дрини ћуприја” и двадесетогодишњици смрти Иве Андрића. После манифестације разговара са вођством Републике Српске: Радованом Караџићем, Биљаном Плавшић, Николом Кољевићем, Алексом Бухом и Војиславом Максимовићем. Од српских интелектуалаца, осим Ћосића, разговору су присуствовали Љубомир Тадић, Милорад Екмечић, Танасије Младеновић, Миодраг Перишић и Драган Недељковић. Закључак разговора је да Срби прихварају да добију 49% територије БиХ, али да њихов суверенитет мора бити загарантован.
Добрица разговара са генералом Ратком Младићем, који га обавештава о свом сукобу са Караџићем. Забринут овим расколом, Ћосић је написао Караџићу писмо у с адекватним предлозима које је послао по Миодрагу Перишићу, који је са Зораном Ђинђићем ишао на Пале да посети Караџића. Караџић је у разговору са Ђинђићем и Перишићем исказао одлучност да се не мири са генералом Младићем, тако да му Перишић није ни предао Ћосићево писмо.
20. априла умро је Милован Ђилас, кога Ћосић назива пријатељем са којим је, због супротстављених политичких ставова у вези са распадом Југославије, прекинуо дружење.
Ћосић је шокиран што председник Србије Слободан Милошевић ћути поводом злочиначке операције етничког чишћења, коју је хрватска војска назвала „Бљесак“, па записује: „О усташком геноциду у Западној Славонији Милошевић са својом камарилом полтрона и мафијаша и даље ћути, верујући: оно што се не каже, није се ни догодило.“
Од приватних фирми Ћосић је скупио новац да се купи хигијенски материјал за војску и сапун за народ у Босни.
Ни поводом пада Републике Српске Крајине и етничког чишћења хрватске војске у „Олуја“ Слободан Милошевић се није огласио, а Ћосић пише: „Та кукавица нема храбрости ни усташе да осуди. Ћути бездушник. О српском народу сада брине само Црвени крст.“
10. августа Ћосић шаље писма генералу Младићу и Радовану Караџићу „са саветом да се помире и договоре како да спасавају српски народ у Босни“. Дан касније разговарао је телефоном са обојицом и успео да их наговори да се састану и ликвидирају неспоразуме.
Дана 23. октобра Ћосић присуствује састанку Политичког савета Републике Српске у Бијељини. Ћосић упозорава на неопходност реализма у политици и јединства у њеном остваривању.
Дана 13. децембра Никола Кољевић телефонира Ћосићу из Париза, где треба да потпише Дејтонски мировни споразум, а још нема овлашћење да га потпише. Главни одбор Српске демократске странке донео је одлуку да само Радован Караџић има право да потпише мировни споразум, а Караџић не сме да путује у Париз, како не би био ухапшен и одведен у Хаг. Кољевић моли Ћосића да позове Караџића и убеди га да га овласти да потпише споразум. Ћосић зове Караџића и наговара га да овласти Кољевића да потпише мировни споразум, али Караџић му не даје дефинитиван одговор. Неколико дана после потписивања Дејтонског мировног споразума, Кољевић је посетио Ћосића. Њих двојица се саглашавају да је стварање прве српске државе преко Дрине: Републике Српске значајан моменат у историји српског народа.

## 1996.
Ћосић објављује роман „ Време власти“. Широм Србије се одржавају књижевне вечери на којима Ћосића народ дочекује са овацијама. За овај роман додељене су му награда Народне библиотеке Србије за најчитанију домаћу књигу, награда Меша Селимовић, награда Петар Кочић и награда Лаза Костић, коју је Ћосић одбио да прими.
Дана 12. маја умро је академик Војислав Ђурић, кога Ћосић назива најприснијим пријатељем.
На позив вођства Демократске странке, Ћосић говори на митингу опозиције на Теразијама, против поништавања резултата локалних избора.
Крајем године Ћосић, са ћерком Аном, путује у Француску и Швајцарску поводом објављивања Времена власти на француском језику.
Дана 22. децембра преминуо је Ћосићев пријатељ Мића Поповић.
1. године на Теразијама Милошевић је одржао скуп „За Србију“, док се у исто време на Тргу републике одржавао протестни скуп опозиције против крађе локалних избора. Ћосић о Милошевићевом контрамитингу записује: „Овим митингом Милошевић је покренуо народ против народа. Вулгарна обнова титоизма. Вампирски збор, због вампира политичара, за вампирском сценографијом и иконографијом. Србију је тај нови вођа, са својом камарилом, вратио у Титово доба. Вођа кукавица, појавио се на крају митинга на трибини да одржи кратак, а сраман говор о завере светских моћника који уз помоћ пете колоне желе да дестабилизују и разделе Србију. Његова телевизија тврди да је било пола милиона људи; стручњаци и новинари говоре да је било највише осамдесет хиљада.“ Ћосић је забринут: „Читав дан слушам локалне радио станице Б92 и Индекс које преносе збивања у Београду. Гледао сам и Студио Б који је преносио призоре како се људи очајнички туку летвама, боду ножевима, разбијају главе каменицама, у кнез Михајловој се и пуцало, а Телевизија Београд је приказивала цртане филмове. Ништа тако убедљиво не показује карактер Милошевићевог режима као његова телевизија под Вучелићевом командом.“

## 1997.
1. јануара Ћосић започиње рад на другој књизи “Времена Власти”. Студенти, вођство Главог одбора студентског покрета, долазе пред Ћосићеву кућу да му честитају Нову годину, што је Добрицу веома обрадовало.
16. јануара Никола Кољевић је пуцао себи у главу, а од последица је преминуо 25. јануара. Ћосић је тужан због смрти пријатеља: „Није био политичар, а бавио се политиком из патриотских и демократских разлога. Био је храбар и частан борац; и паметнији но што је за политику потребно; и моралнији но што је за политику корисно.“
Патријарх Павле је у Патријаршији организовао разговор десетак интелектуалца посвећен Косову и Метохији, коме је и Ћосић присуствовао и тамо, између осталог, рекао: „Извући одлучне консквенце из пораза у 20. веку, сабити расут српски народ на своју територију, одсећи, дати све што неће да буде српско. Санџак – не! Тиме би се јачала антиевропска, муслиманска држава. Верујем да се може у Војводини живети са Мађарима, али са Албанцима – не! Том народу омогућити да створи своју јединствену државу – нека се Америка и Европска унија баве исламским фундаментализмом, али ван српске државне територије... Црква је своје најкрупније питање овога доба препустила епископу рашко-призренском Артемију, човеку који за ту политику нема изражене способности, уместо да политику Цркве о Косову воде најспособнији људи које Црква данас има... Републику Српску бранити еластично и колаборационистичком политиком, али мудро и упорно... Морамо по сваку цену зауставити одлив мозгова у Америку и Канаду. Остајемо без научника, без интелектуалног капитала. Буџет за Милошевићеву полицијску армију треба скресати и пренети у науку и развој младих научника...“
Током лета Ћосић у Игалу присуствује научном скупу „Технологија, култура, развој“ на коме је прочитао излагање „Неопходност прилагођавања“.
Крајем септембра путује у Грчку, где проводи неколико дана на Светој гори.
Дана 15. децембра умро је Ћосићев вишедеценијски пријатељ Борислав Михајловић Михиз. Добрица је говорио на комеморацији у Атељеу 212, а написао је и некролог за Блиц.

## 1998.
Почетком године Ћосић пише Момчилу Крајишнику саветујући га како да се бори за очување Републике Српске као посебног ентитета. То писмо показује и патријару Павлу, који се са њим потпуно саглашава.
Умро је Живорад Стојковић, кога Ћосић назива својим „најпоузданијим пријатељем“, а испраћа га и текстом који је објавио Блиц.
2. маја Добрица говори у Сремским Карловцима на скупу посвећеном животу и делу свог пријатеља Јована Рашковића, а тај говор објавио је и Недељни Телеграф.
У Галерији САНУ присуствује отварању изложбе Петра Омчикуса.
28. августа разговара са Миланом Панићем, чија компанија „Ај-Си-Ен Галеника“ треба да штампа Ћосићева сабрана дела. Панић жели да се политички реактивира и моли Ћосића да се укључи у политички живот, макар на годину дана, да би заједно сменили Милошевића, али Ћосић одбија сваку политичку активизацију.
Крајем октобра Ћосић у Бијељини отвара скуп у организацији Академије наука и умјетности Републике Српске под називом „Српски духовни простор“.
Владике Иринеј, Сава и Игњатије се саветују са Ћосићем, уочи предстојећег Светог архијерејског сабора Српске православне цркве, о томе коју позицију СПЦ треба да заузме по питању Косова. На Сабору су прихваћене неке Ћосићеве идеје и предлози, али не у потпуности.
Дана 7. новембра Ћосић је одржао предавање просветним радницима у земунској школи „Гаврило Принцип“.
Дана 1. децембра Ћосић руча са Драгославом Аврамовићем и Миланом Панићем који га наговарају да уђе у вођство Савеза за промене и постање његов председник. Ћосић њима, као и Небојши Човићу два дана претходно, одговара да се неће политички активирати, јер у Савезу са промене има људи и странака који не заслужују подршку, али да ће дати моралну подршку „појединцима који воде социјалдемократску политику, односно политику левог центра“.

## 1999.
На молбу амбасаде Француске, Ћосић је примио француског амбасадора Келера, заменика шефа ОЕБС-а на Косову, Вилијама Вокера. Амбасадор Келер је од Ћосића тражио да му изложи своју концепцију решавања косовског питања. Ћосић се још једном заложио за поделу Косова, а Келер је обећао да ће његове ставове пренети Вилијаму Вокеру и својој влади.
Предраг Палавестра и Љубомир Симовић наговарају Ћосића да прихвати кандидатуру за председника Српске академије наука и уметности, што Ћосић одбија, а у дневнику то овако образлаже: „Нисам способан за ту елитну дужност. Немам ни воље ни снаге за ту одговорну улогу. А пре свега, нисам спреман да сарађујем са режимом, што председник Академије мора да чини.“
30. јануара код Ћосића долазе вође Српског покрета отпора са Косова, тражећи од њега савет шта да чине. Ћосић их је саветовао да пошаљу енергичан захтев Милану Милутиновићу и Момиру Булатовићу за укључење у званичну делегацију која ће путовати у Рамбује на преговоре са косовским Албанцима, а да свој захтев за учешће у преговорима упуте и владама чланицама Контакт групе. Они су урадили како их је Ћосић саветовао, али Милошевић није пристао да их уврсти у делегацију.
4. марта Добрица је примио политичког саветника америчке амбасаде Хила, брата амбасадора Кристофера Хила, главног преговарача и медијатора између Срба и Албанаца, који је желео да чује Ћосићево мишљење о косовском проблему. Ћосић му је изнео своју концепцију компромисног територијалног разграничења. Хил је изразио жаљење што за његове ставове тек сада чује, обећавши да ће о њима одмах обавестити Вашингтон и Контакт групу. Разговор је трајао више од два часа и стенографисан је.
Ћосић ову књигу пишчевих записа завршава следећим уносом: „Данас, 20. марта 1999. у 12 сати позвао ме је патријарх Павле и упитао да ли сутра око подне може да ме посети. Збуњен његовом спремношћу да дође у моју кућу одговорио сам му да ћу ја сутра у 12 сати доћи у Патријаршију. О чему то сада српски патријарх Павле жели да разговара са мном? Он није Гаврило Дожић, ја нисам ни генерал Симовић, ни кнез Павле, ни Слободан Јовановић. Размишљам и стрепим.“